# Werner Bastians
Werner Bastians (Werner Alfons Bastians; * 2. Februar 1957 in Gelsenkirchen-Buer) ist ein ehemaliger deutscher Sprinter.
Bei den Olympischen Spielen 1976 in Montreal und bei den Europameisterschaften 1982 in Athen schied er über 100 Meter jeweils im Vorlauf aus.
1983 kam er bei den Weltmeisterschaften in Helsinki mit der bundesdeutschen Mannschaft in der 4-mal-100-Meter-Staffel auf den fünften Platz.
1978 wurde er Deutscher Vizemeister über 100 Meter. In der Halle wurde er 1978 und 1980 Deutscher Meister über 60 und 1979 über 200 Meter.
Werner Bastians startete für den TV Wattenscheid 01. Er praktiziert als Orthopäde in Bochum und war unter anderem Mannschaftsarzt von Borussia Dortmund. Sein Sohn Felix Bastians war professioneller Fußballspieler.

## Persönliche Bestzeiten
- 100 m: 10,36 s, 9. Juni 1984, Fürth
- 200 m: 21,07 s, 26. August 1977, Berlin (handgestoppt: 20,8 s, 12. Mai 1984, Münster-Wolbeck)